# Stanomino
Stanomino (deutsch Standemin) ist ein Dorf in der polnischen Woiwodschaft Westpommern. Es gehört zur Gemeinde Białogard (Landgemeinde Belgard) im Powiat Białogardzki.

## Geographische Lage
Stanomino (Standemin) liegt etwa acht Kilometer südwestlich der Kreisstadt Białogard (Belgard)  an der Straße über Sławoborze (Stolzenberg) nach Świdwin (Schivelbein). Durch den Ort fließt der Topiel (Nonnenbach, auch Stieperbach oder Teipel).

## Geschichte

Standemin südwestlich der Städte Köslin und Belgard auf einer Landkarte von 1910

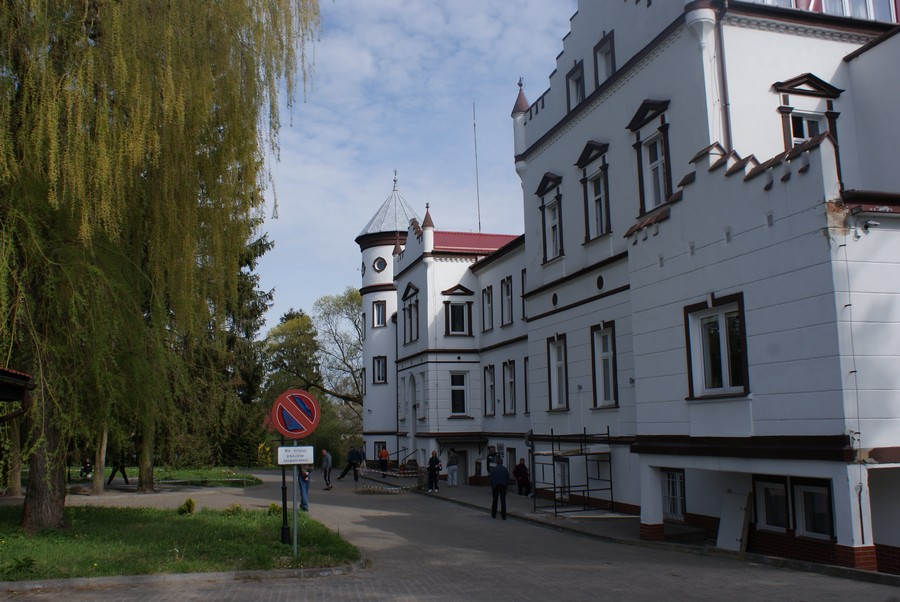
Schloss Standemin im Jahr 2011

Standemin wird im Zusammenhang der Gründung der Kirche im Jahre 1591 erstmals urkundlich erwähnt.    Damals wurde der Ort Mutterkirche mit der Tochtergemeinde Klein Reichow (Rychówko). Über beide Kirchen besaß die Familie Wopersnow damals das Patronat, bis das Geschlecht 1774 ausstarb. Am 11. März 1782 wurde das Gut an die Familie von Puttkamer verkauft, danach wechselten die Besitzer mehrfach, bis Gustav Melms 1847 das Gut erwarb. Ihm folgte die Familie von Braunschweig, deren Mitglied Vollrath von Braunschweig der letzte Eigentümer vor 1945 war.
Standemin – ein Straßendorf mit kleinem Ortskern rund um die Kirche – bestand ursprünglich aus zwei Vorwerken, zwei Schäfereien, fünf Bauern- und zwei Kossätenhöfen sowie einer Mühle am Nonnenbach. 1775 wurde nördlich vom Gut ein weiteres Vorwerk angelegt. Diese Ansiedlung bestand noch 1846.
1860 wurden in Standemin 218 Einwohner, 15 Wohn- und 17 Wirtschaftsgebäude gezählt, im Jahre 1939 waren es – bei einer Gemeindefläche von 893,2 Hektar – 209 Personen in 51 Haushaltungen. Der überwiegende Teil der Bevölkerung arbeitete in der Landwirtschaft. Selbständige Handwerks- und Gewerbebetriebe gab es nicht. Standemin war ein ausgesprochenes Gutsdorf mit eigenem Gutsbezirk, der im Jahre 1928 zur Landgemeinde umgebildet worden war.
Letzter Bürgermeister vor dem Krieg war Max Fischer. Die polizeilichen Belange versah Oberlandjäger Karl Bark aus Podewils (Podwilcze). Standemin gehörte zum Amtsgerichtsbezirk Belgard.
Gegen Ende des Zweiten Weltkriegs  nahm  am 3. März 1945  die Rote Armee den Ort ein.   Nach Kriegsende wurde Standemin unter polnische  Verwaltung gestellt.  Standemin wurde in Stanomino umbenannt.  Es begann  anschließend die Vertreibung der deutschen Bevölkerung, die 1946 abgeschlossen war. Unter dem Namen Standemin ist die Ortschaft  heute Teil der Landgemeinde Białogard.

## Amt Standemin
Standemin lag bis 1945 im Landkreis Belgard (Persante) und bildete mit der Gemeinde Schinz das Amt Standemin. Letzter Amtsvorsteher vor 1945 war Walter Weske.

## Standesamt Standemin
Zum Standesamtsbezirk Standemin gehörten die drei Gemeinden Kamissow, Schinz und Standemin. Letzter Standesbeamter war Max Krebs.

## Kirchspiel Standemin

### Kirchengemeinden
Standemin war bis 1945 zwar Pfarrsitz des nach ihm benannten Kirchspiels, doch stand das Pfarrhaus in der Heerstraße in Belgard. Denn auch ein Seelsorgebezirk der Kreisstadt war neben den beiden Kirchengemeinden Standemin und Klein Reichow zu versorgen.
Eingepfarrt waren die Orte Latzig, Natztow (Gut) und Schinz (Kirchengemeinde Standemin) und Groß Reichow (Kirchengemeinde Klein Reichow). Ursprünglich gehörten noch Glötzin und Ganzkow dazu, aber mit der Errichtung einer Pfarrvikarsstelle in Groß Rambin im Jahre 1903 wurden die Orte von dort betreut.
Das Kirchspiel Standemin gehörte zum Kirchenkreis Belgard der Kirchenprovinz Pommern in der evangelischen Kirche der Altpreußischen Union.
Im Jahre 1940 gehörten 1181 Gemeindeglieder zum Kirchspiel Standemin, von denen 861 in der Kirchengemeinde Standemin und 320 in der Kirchengemeinde Klein Reichow wohnten. Das Kirchenpatronat im Kirchspiel teilten sich die Rittergutsfamilien: von Braunschweig (Standemin), von Kleist (Kamissow), Russel (Latzig), Weske (Schinz), von Schaumann (Grüssow), von Holtzendorff (Groß Reichow) sowie Ziemer und Beilfuß (Klein Reichow).
Heute gehört Stanomino zum Kirchspiel Koszalin (Köslin) in der Diözese Pommern-Großpolen der polnischen Evangelisch-Augsburgischen Kirche.

### Pfarrkirche
Die Kirche im Ortskern wurde 1750/52 errichtet. Der Turm von 1572 wurde als der schönste im Landkreis Belgard (Persante) bezeichnet. Er besteht aus Ziegeln mit wenigen Feldsteinen vermischt und trägt einen schlanken, schindelgedeckten Helm.
Das Kircheninnere prägt ein Marmoraltar aus dem 17. Jahrhundert, der als Kunstwerk der Renaissance galt. Er wurde im Jahre 1928 erneuert. Damals bezeichnete der Kirchenkunstmaler Hoffmann: „Es gibt in ganz Pommern keinen Altar, der so fein ausgearbeitet und zugleich so wertvoll ist wie der Standeminer Altar“. Das Kunstwerk hat den Krieg unbeschadet überstanden.

## Schule
Im Jahre 1867 wird eine einklassige Volksschule erwähnt, die in den Jahren 1937/38 durch einen Neubau mit Lehrerwohnung ersetzt wurde. Letzter deutscher Schulleiter war Lothar Kutschke, der auch den Organistendienst an der Pfarrkirche versah.